# 迈索尔圣女斐肋米纳主教座堂
12°19′16.1″N 76°39′29.8″E / 12.321139°N 76.658278°E

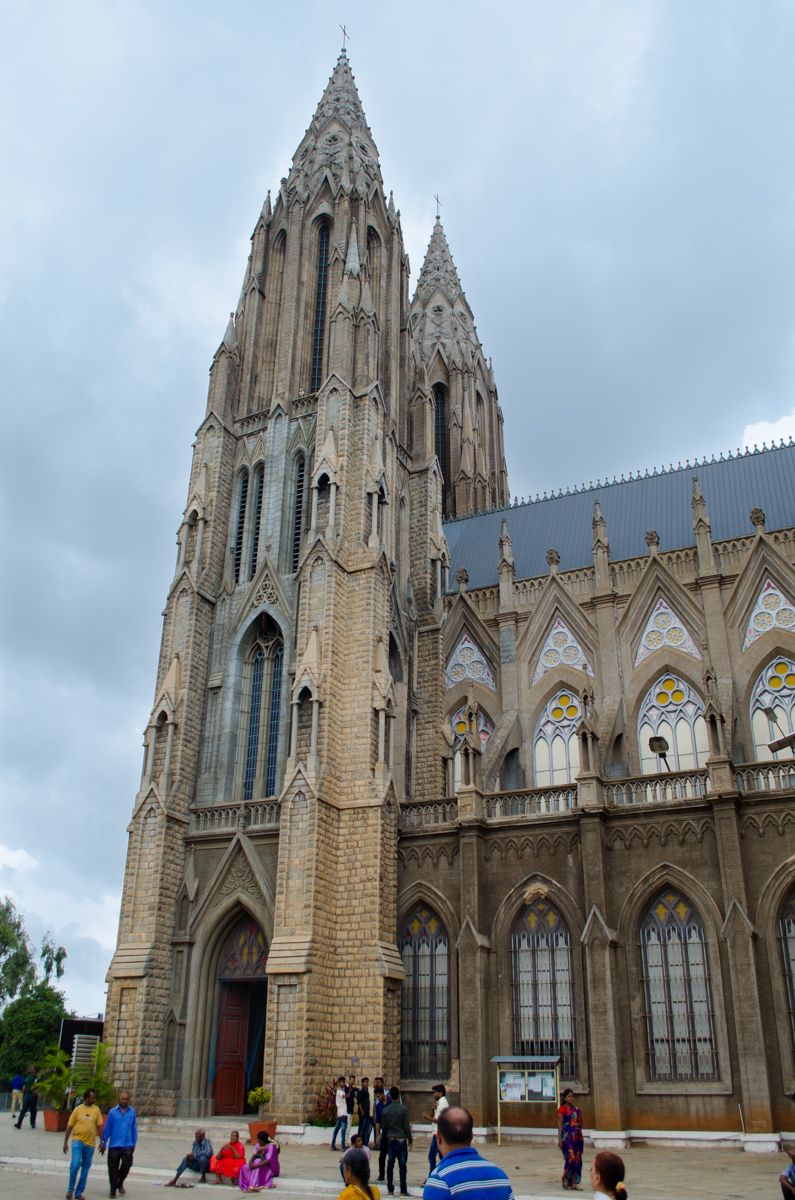

圣若瑟圣女斐肋米纳主教座堂（Cathedral of St. Joseph and St. Philomena） 是天主教迈索尔教区的主教座堂，位于印度南部卡纳塔克邦城市迈索尔。该堂建于1936年，新哥特式建筑风格，模仿了德国的科隆主教座堂。 它是亚洲最高的教堂之一，又被认为是亚洲第二大教堂。

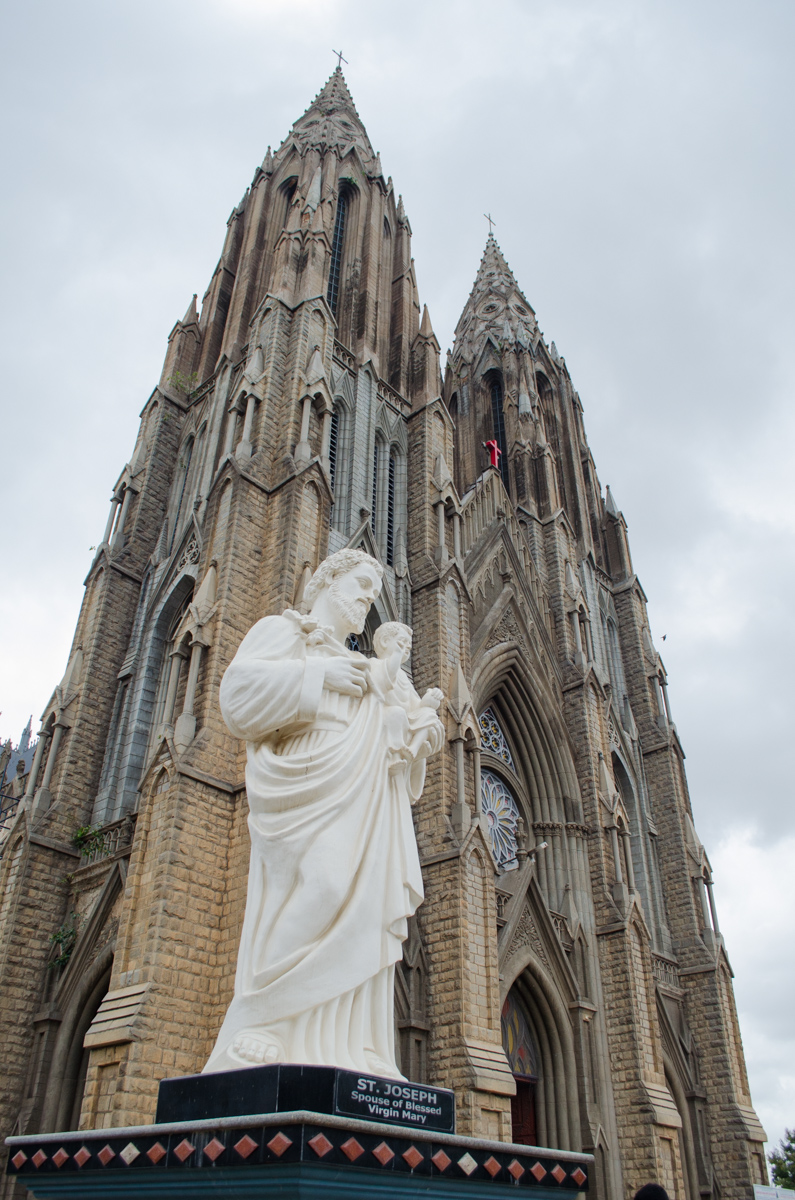
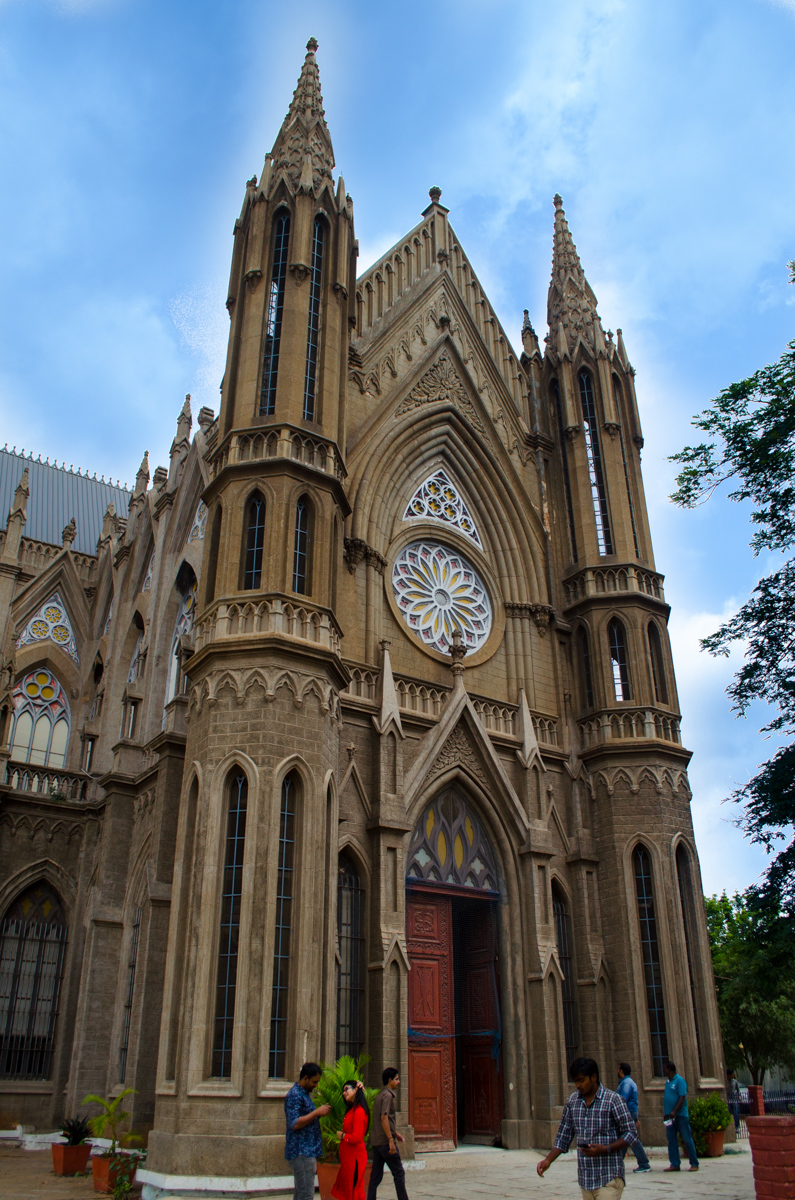
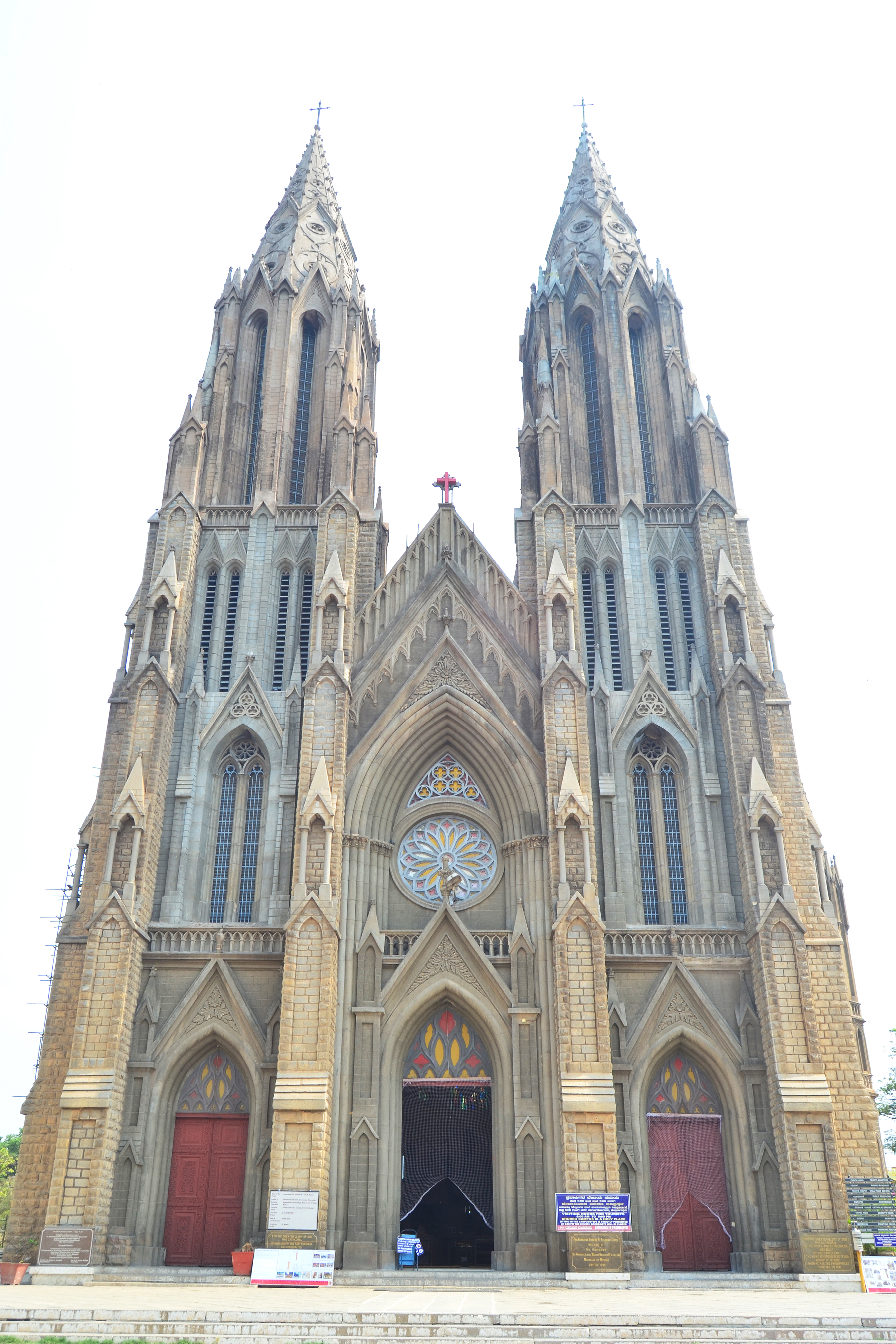
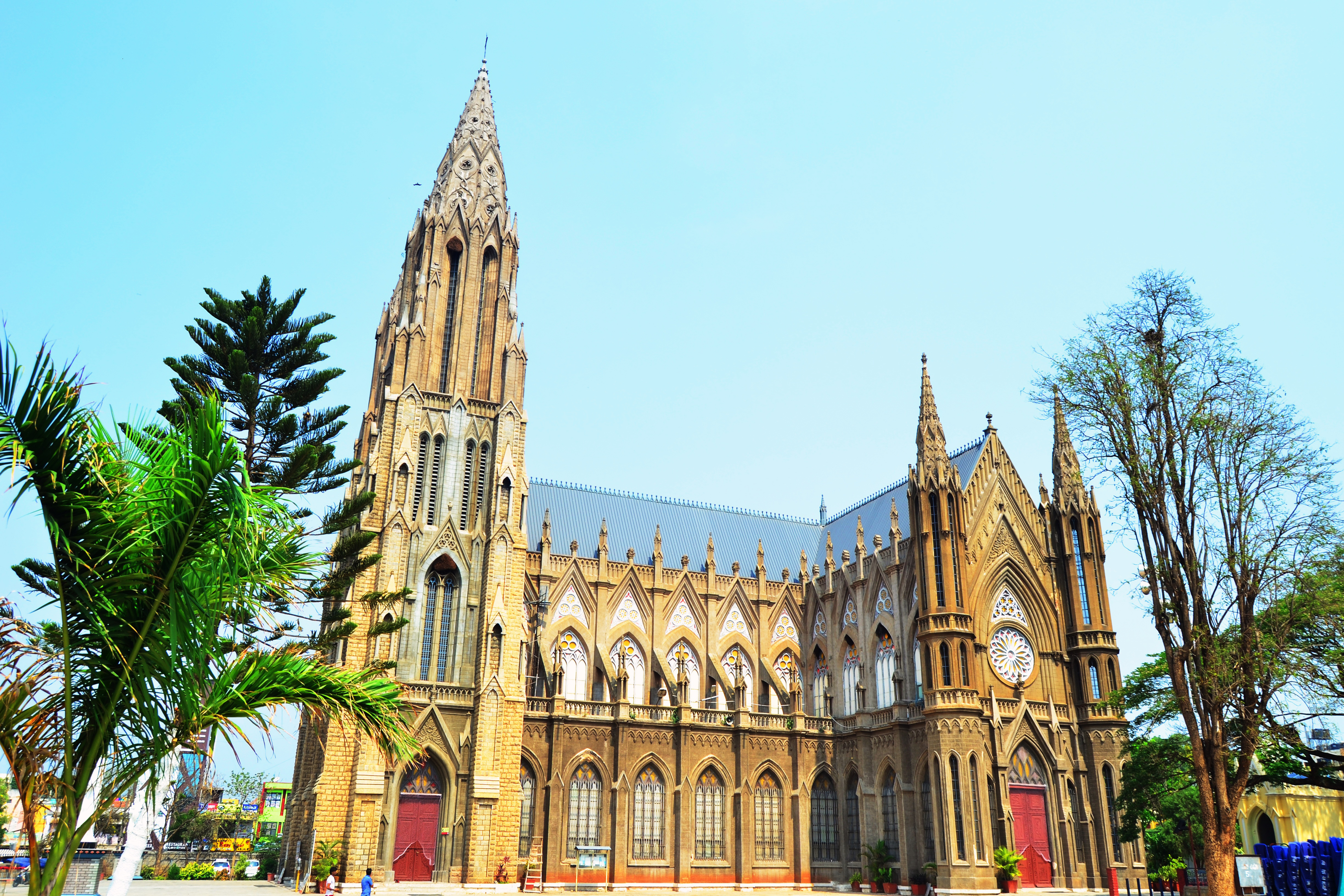
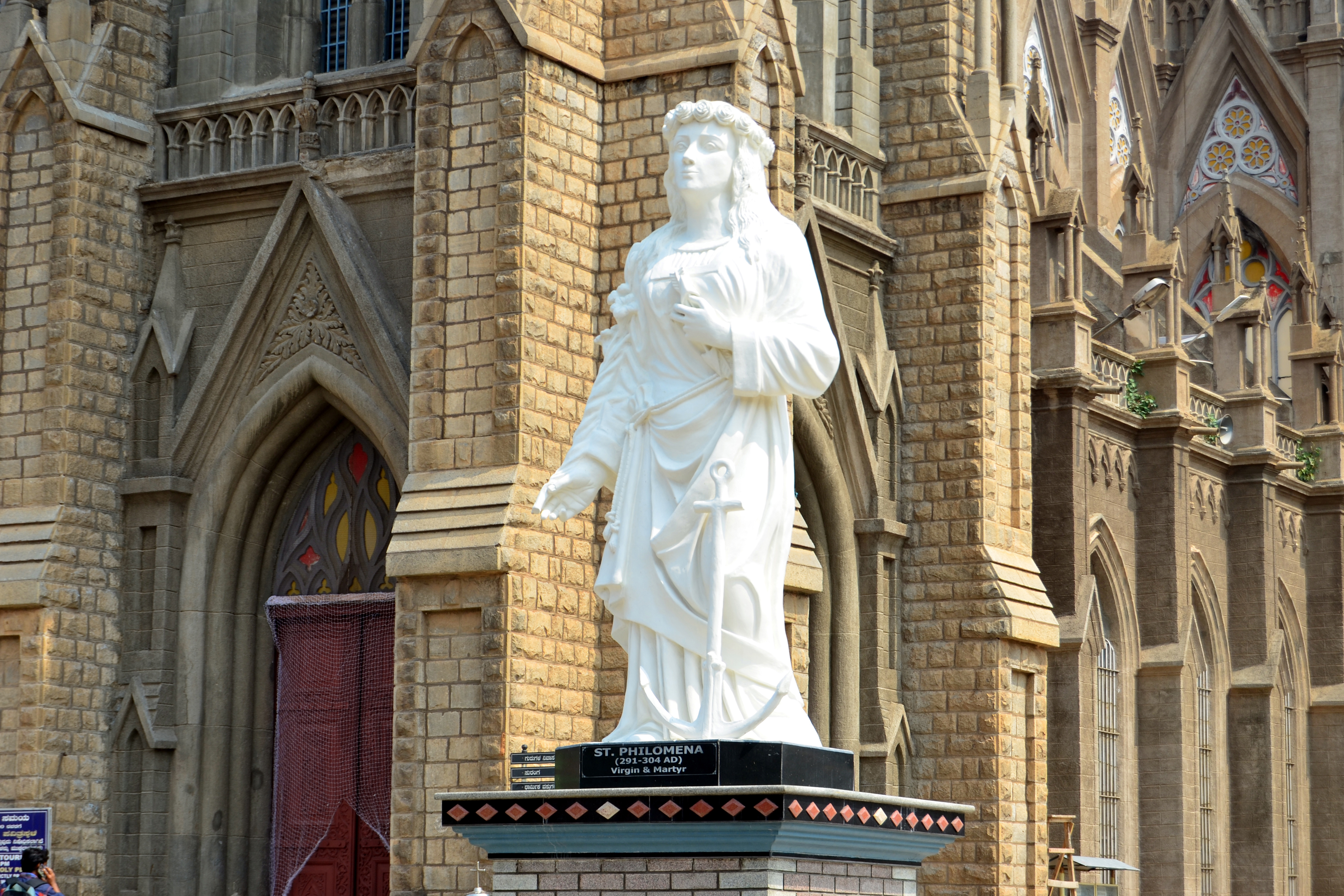
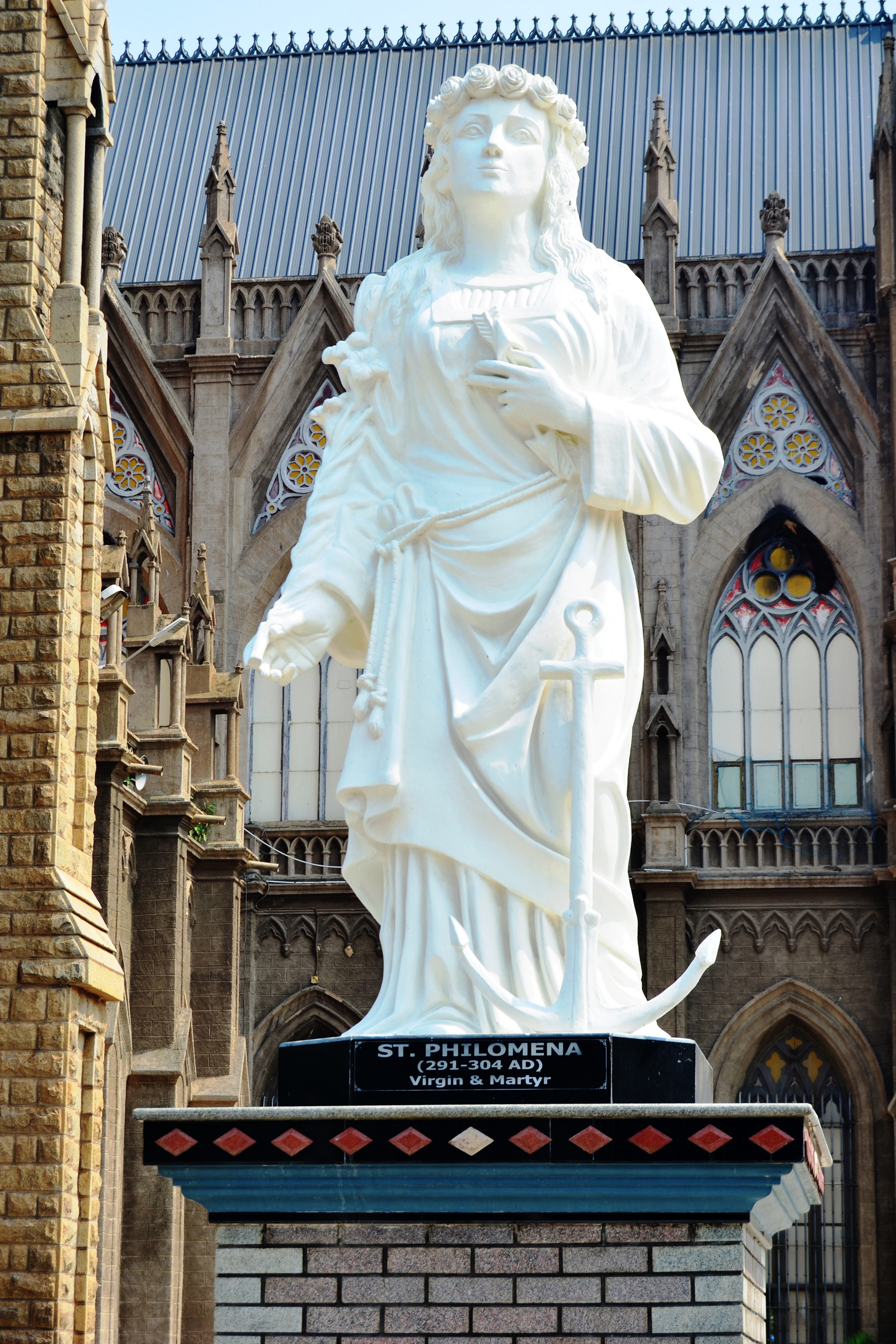
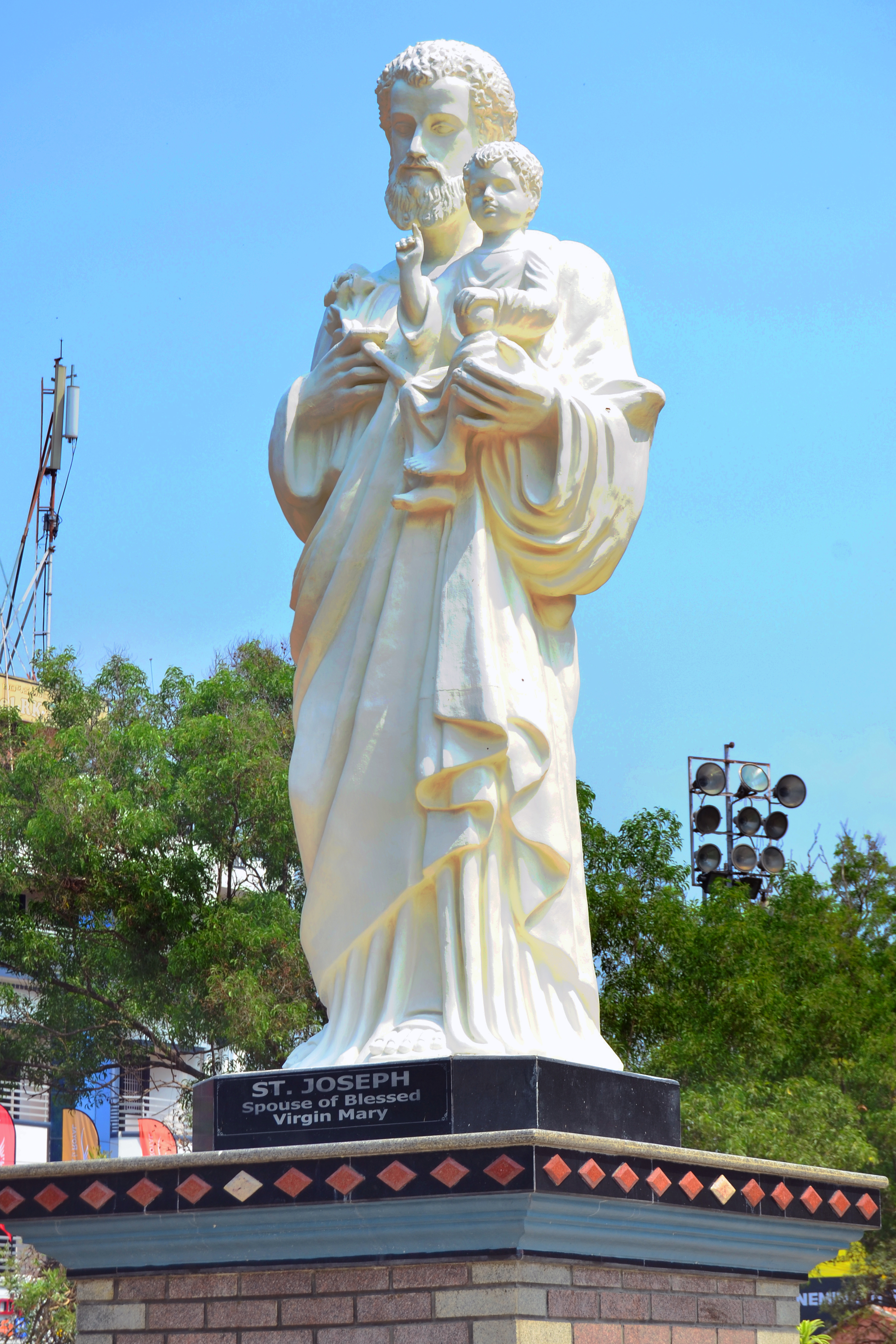
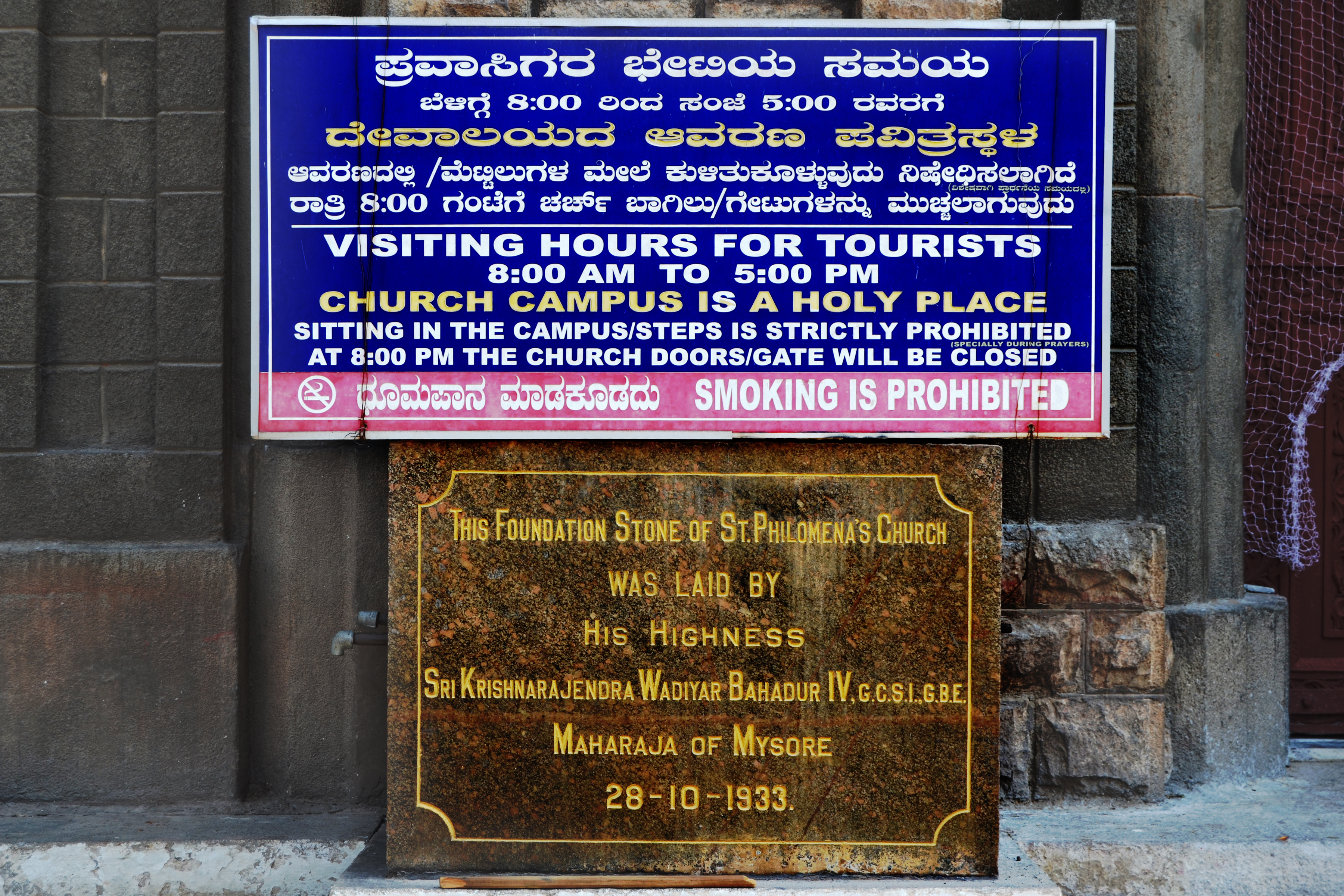
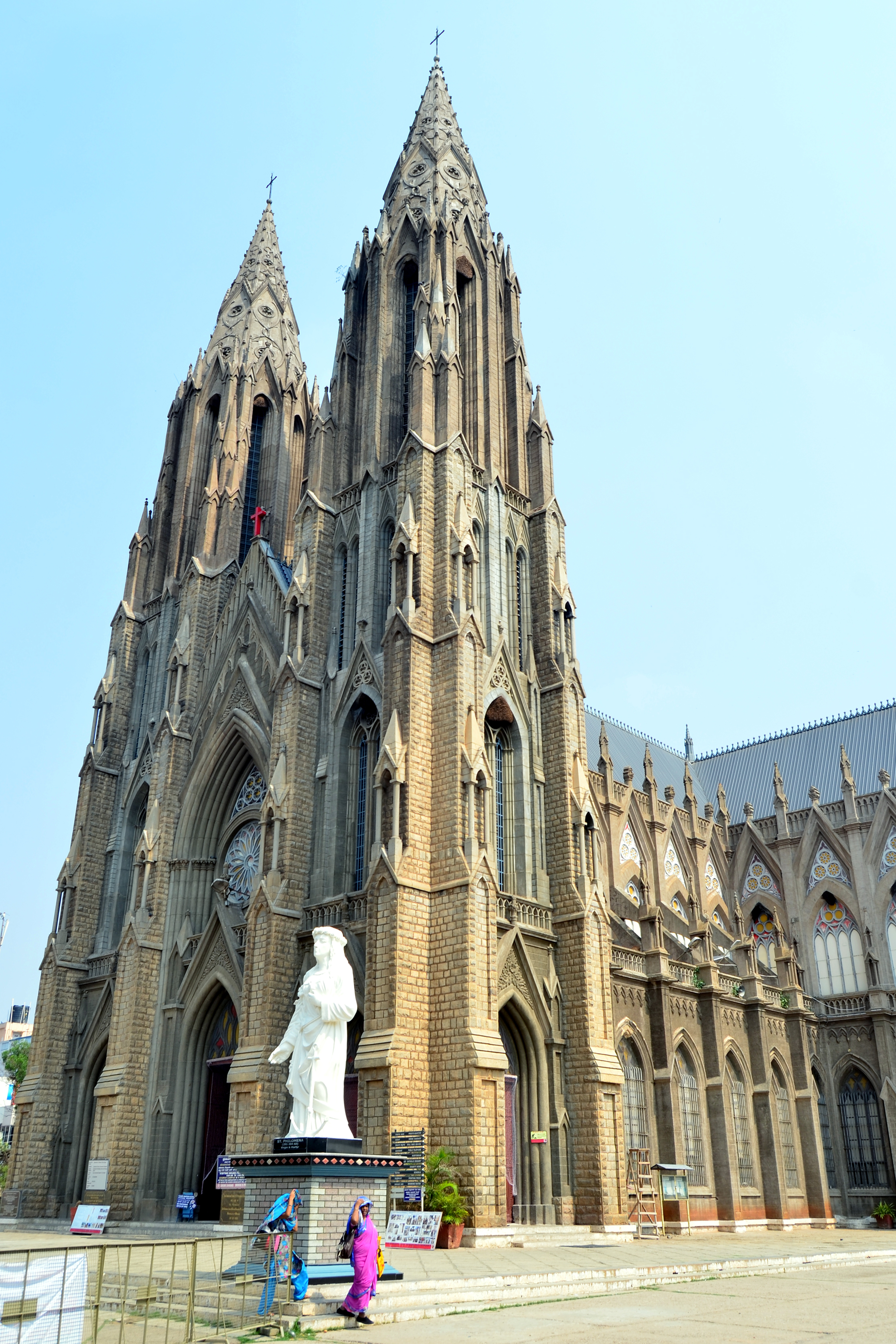

圣女斐肋米纳是一位罗马天主教的致命圣人。